# 18세기
18세기는 1701년부터 1800년까지이다.
이 시기에 영국은 다른 유럽 국가들보다 절대 우위에 서게 되었다.

## 시대
- 영국 - 하노버 왕조
- 프랑스 - 부르봉 왕가
- 러시아 - 루스 차르국, 러시아 제국
- 독일권 - 신성로마제국(합스부르크 왕가), 프로이센 왕국
- 에스파냐 - 스페인 제국
- 중동 - 오스만 제국 시대
- 중국, 몽골 - 청나라(만주족) 시대
- 일본 - 에도 시대
- 한국 - 조선 시대

## 주요 사건
- 1701년 - 1714년 - 스페인 왕위 계승 전쟁이 일어나다.
- 1703년 - 1918년까지 러시아의 수도였던 상트페테르부르크가 표트르 대제에 의해 건설되다.
- 1707년 - 연합법으로 잉글랜드 왕국과 스코틀랜드 왕국이 합쳐져 그레이트브리튼 왕국이 되다.
- 1735년 - 청나라의 건륭제가 즉위했다.
- 1740년 - 1748년 - 오스트리아 왕위 계승 전쟁이 일어나다.
- 1756년 - 1763년 - 7년 전쟁이 일어나다.
- 1762년 - 사도세자가 사망했다.
- 1773년 - 보스턴에서 보스턴 차 사건으로 영국군과 식민지 주민 간의 충돌이 벌어지다. 이 사건은 미국 독립전쟁의 불씨가 된다.
- 1776년 - 미국이 13개 주가 중심이 되어 영국으로부터 독립하다.
- 1789년 - 프랑스 혁명이 일어나다. (유럽의 역사가는 프랑스의 루이 14세가 죽은 후 프랑스 혁명이 시작되기 전까지인 1715년에서 1789년 사이를 18세기라고 줄여 말하기도 한다.)
- 1792년 - 프랑스 혁명 전쟁이 발발했다.
- 1800년 - 조선의 순조가 즉위했다.
- 산업혁명

## 주요 인물
- 조선의 19대 왕 숙종 (1661년 - 1720년)
- 조선의 21대 왕 영조 (1694년 - 1776년)
- 조선의 22대 왕 정조 (1752년 - 1800년)
- 조선의 실학가 정약용 (1762년 - 1836년)
- 청나라 4대 황제 강희제 (1654년 - 1722년)
- 청나라 5대 황제 옹정제 (1678년 - 1735년)
- 청나라 6대 황제 건륭제 (1711년 - 1799년)
- 프랑스의 장군, 황제 나폴레옹 보나파르트 (1769년 - 1821년)
- 미국의 정치가, 과학자 벤저민 프랭클린(1706년 - 1790년)
- 미국의 초대 대통령 조지 워싱턴 (1732년 - 1799년)
- 미국의 2대 대통령, 초대 부통령 존 애덤스 (1735년 - 1826년)
- 미국의 3대 대통령, 2대 부통령 토머스 제퍼슨 (1743년 - 1826년)
- 에도 막부 쇼군 도쿠가와 요시무네(1684년 - 1751년)
- 에도 막부 로주 다누마 오키쓰구(1719년 - 1788년)
- 에도 막부 로주 마쓰다이라 사다노부(1759년 - 1829년)
- 러시아 제국의 황제 표트르 1세(1672년 - 1725년)
- 러시아 제국의 여왕 예카테리나 2세(1729년 - 1796년)
- 오스트리아의 작곡가 프란츠 요제프 하이든(1732년 - 1809년)
- 오스트리아의 작곡가 볼프강 아마데우스 모차르트(1756년 - 1791년)
- 독일의 작곡가 루트비히 판 베토벤(1770년 - 1827년)
- 영국의 탐험가 제임스 쿡(1728년 - 1779년)
- 독일의 철학가 이마누엘 칸트(1724년 - 1804년)
- 영국의 제독 허레이쇼 넬슨(1758년 - 1805년)
- 영국의 발명가 제임스 와트(1736년 - 1819년)
- 이탈리아의 물리학자 알레산드로 볼타(1745년 - 1827년)

## 발명, 발견, 과학사
- 1781년 - 샤를 메시에가 메시에 천체 목록을 발표하다.
- 제너의 종두법
- 린네의 식물 연구
- 1800년 - 알레산드로 볼타가 왕립 학회에 보내는 편지에서 최초의 화학 전지인 볼타 전지를 발명.

## 년대와 년도
| 1690년대 | 1690 | 1691 | 1692 | 1693 | 1694 | 1695 | 1696 | 1697 | 1698 | 1699 |
| 1700년대 | 1700 | 1701 | 1702 | 1703 | 1704 | 1705 | 1706 | 1707 | 1708 | 1709 |
| 1710년대 | 1710 | 1711 | 1712 | 1713 | 1714 | 1715 | 1716 | 1717 | 1718 | 1719 |
| 1720년대 | 1720 | 1721 | 1722 | 1723 | 1724 | 1725 | 1726 | 1727 | 1728 | 1729 |
| 1730년대 | 1730 | 1731 | 1732 | 1733 | 1734 | 1735 | 1736 | 1737 | 1738 | 1739 |
| 1740년대 | 1740 | 1741 | 1742 | 1743 | 1744 | 1745 | 1746 | 1747 | 1748 | 1749 |
| 1750년대 | 1750 | 1751 | 1752 | 1753 | 1754 | 1755 | 1756 | 1757 | 1758 | 1759 |
| 1760년대 | 1760 | 1761 | 1762 | 1763 | 1764 | 1765 | 1766 | 1767 | 1768 | 1769 |
| 1770년대 | 1770 | 1771 | 1772 | 1773 | 1774 | 1775 | 1776 | 1777 | 1778 | 1779 |
| 1780년대 | 1780 | 1781 | 1782 | 1783 | 1784 | 1785 | 1786 | 1787 | 1788 | 1789 |
| 1790년대 | 1790 | 1791 | 1792 | 1793 | 1794 | 1795 | 1796 | 1797 | 1798 | 1799 |
| 1800년대 | 1800 | 1801 | 1802 | 1803 | 1804 | 1805 | 1806 | 1807 | 1808 | 1809 |